# باندهای فرکانسی نسل پنجم امواج رادیویی جدید
باندهای فرکانسی نسل پنجم امواج رادیویی جدید (به انگلیسی: 5G NR frequency bands)، که رابط هوایی یا فناوری دسترسی رادیویی شبکه‌های تلفن همراه نسل پنجم به حساب می‌آیند، به دو محدوده فرکانسی متفاوت تقسیم می‌شوند. محدوده فرکانس ۱ (اختصاری FR1)، شامل زیرباندهای فرکانسی ۶ گیگاهرتز است، که برخی از آنها توسط استانداردهای قبلی استفاده نیز می‌شوند. اما به منظور استفاده از قابلیت‌های بالقوه در طیف‌های جدید، پوشش این محدوه از ۴۱۰ مگاهرتز تا ۷۱۲۵ مگاهرتز گسترش یافته است. محدوده فرکانس ۲ شامل باندهای فرکانسی از ۲۵٫۲۵ گیگاهرتز تا ۷۱٫۰ گیگاهرتز می‌شود. یک سری از باندهای فرکانس نیز برای شبکه‌های غیرزمینی در هر دو محدوده تعریف شده است.

## باندهای فرکانسی
باندهای فرکانسی و پهنای باند کانال‌های استاندارد رادیوی جدید نسل پنجم در جداول زیر، از روی آخرین نسخه منتشر شده (نسخه ۱۸) استاندارد فنی ۳GPP مربوطه (TS 38.101) استخراج شده‌اند.
توجه داشته باشید که باندهای اِن‌آر (همان رادیوی جدید) با پیشوند "n" نام‌گذاری می‌شوند. وقتی باند اِن‌آر با باندهای نسل چهارم همپوشانی داشته باشد، شماره باند در هر دو تکنولوژی یکسان خواهند بود.

## توضیحات
- SUL (اِس‌یواِل)[ب]: در استاندارد یادشده، یک باند فرکانسی اضافی برای ارسال داده‌ها در نظر گرفته شده است که در کنار باند اصلی رو به بالا عمل می‌کند و در شرایطی که باند اصلی رو به بالا شلوغ یا دارای اختلال است، مفید واقع می‌شود و باعث افزایش ظرفیت و بهبود کیفیت ارتباطات می‌گردد.
- SDL (اِس‌دی‌اِل)[پ]: مشابه اِس‌یواِل ولی در مسیر رو به پایین عمل می‌کند

### محدوده فرکانس ۱
| راهنما | پایین‌دست تکمیلی (SDL) | بالادست تکمیلی (SUL) |

| باند | دوطرفگی | بسامد ƒ (مگاهرتز) | نام مرسوم                 | زیرمجموعهٔ باند | بالادست (مگاهرتز) | پایین‌دست (مگاهرتز) | فاصله دوطرفگی (مگاهرتز) | پهنای باند کانال (مگاهرتز)                                | اشارات            |
| ---- | ------- | ----------------- | ------------------------- | -------------- | ----------------- | ------------------ | ----------------------- | --------------------------------------------------------- | ----------------- |
| n1   | اف‌دی‌دی  | ۲۱۰۰              | آی‌ام‌تی                    | n۶۵            | ۱۹۲۰ – ۱۹۸۰       | ۲۱۱۰ – ۲۱۷۰        | ۱۹۰                     | ۵، ۱۰، ۱۵، ۲۰، ۲۵، ۳۰٬۴۰، ۴۵، ۵۰                          |                   |
| n2   | اف‌دی‌دی  | ۱۹۰۰              | پی‌سی‌اِس                    | n۲۵            | ۱۸۵۰ – ۱۹۱۰       | ۱۹۳۰ – ۱۹۹۰        | ۸۰                      | ۵، ۱۰، ۱۵، ۲۰، ۲۵، ۳۰، ۳۵٬۴۰                              |                   |
| n3   | اف‌دی‌دی  | ۱۸۰۰              | دی‌سی‌اِس                    |                | ۱۷۱۰ – ۱۷۸۵       | ۱۸۰۵ – ۱۸۸۰        | ۹۵                      | ۵، ۱۰، ۱۵، ۲۰، ۲۵، ۳۰، ۳۵٬۴۰، ۴۵، ۵۰                      |                   |
| n5   | اف‌دی‌دی  | ۸۵۰               | سی‌اِل‌آر                    | n۲۶            | ۸۲۴ – ۸۴۹         | ۸۶۹ – ۸۹۴          | ۴۵                      | ۵، ۱۰، ۱۵، ۲۰، ۲۵                                         |                   |
| n7   | اف‌دی‌دی  | ۲۶۰۰              | آی‌ام‌تی گسترش‌یافته         |                | ۲۵۰۰ – ۲۵۷۰       | ۲۶۲۰ – ۲۶۹۰        | ۱۲۰                     | ۵، ۱۰، ۱۵، ۲۰، ۲۵، ۳۰، ۳۵٬۴۰، ۵۰                          |                   |
| n8   | اف‌دی‌دی  | ۹۰۰               | جی‌اس‌ام گسترش‌یافته         |                | ۸۸۰ – ۹۱۵         | ۹۲۵ – ۹۶۰          | ۴۵                      | ۵، ۱۰، ۱۵، ۲۰، ۲۵, 35                                     |                   |
| n12  | اف‌دی‌دی  | ۷۰۰               | اس‌اِم‌اِچ پایین              | n۸۵            | ۶۹۹ – ۷۱۶         | ۷۲۹ – ۷۴۶          | ۳۰                      | ۵، ۱۰، ۱۵                                                 |                   |
| n13  | اف‌دی‌دی  | ۷۰۰               | اس‌اِم‌اِچ پایین              |                | ۷۷۷ – ۷۸۷         | ۷۴۶ – ۷۵۶          | −۳۱                     | ۵، ۱۰                                                     |                   |
| n14  | اف‌دی‌دی  | ۷۰۰               | اس‌اِم‌اِچ پایین              |                | ۷۸۸ – ۷۹۸         | ۷۵۸ – ۷۶۸          | −۳۰                     | ۵، ۱۰                                                     |                   |
| n18  | اف‌دی‌دی  | ۸۵۰               | ۸۰۰ پایین                 | n۲۶            | ۸۱۵ – ۸۳۰         | ۸۶۰ – ۸۷۵          | ۴۵                      | ۵، ۱۰، ۱۵                                                 | ژاپن              |
| n20  | اف‌دی‌دی  | ۸۰۰               | سهم دیجیتال[en]           |                | ۸۳۲ – ۸۶۲         | ۷۹۱ – ۸۲۱          | −۴۱                     | ۵، ۱۰، ۱۵، ۲۰                                             | اتحادیه اروپا     |
| n۲۴  | اف‌دی‌دی  | ۱۶۰۰              | باند ال بالا              |                | ۱۶۲۶٫۵ – ۱۶۶۰٫۵   | ۱۵۲۵ – ۱۵۵۹        | −۱۰۱٫۵                  | ۵، ۱۰                                                     | ایالات متحده      |
| n25  | اف‌دی‌دی  | ۱۹۰۰              | پی‌سی‌اِس گسترش‌یافته         |                | ۱۸۵۰ – ۱۹۱۵       | ۱۹۳۰ – ۱۹۹۵        | ۸۰                      | ۵، ۱۰، ۱۵، ۲۰، ۲۵، ۳۰، ۳۵٬۴۰، ۴۵                          |                   |
| n۲۶  | اف‌دی‌دی  | ۸۵۰               | سی‌اِل‌آر گسترش‌یافته         |                | ۸۱۴ – ۸۴۹         | ۸۵۹ – ۸۹۴          | ۴۵                      | ۳، ۵، ۱۰، ۱۵، ۲۰، ۲۵, 30                                  |                   |
| n28  | اف‌دی‌دی  | ۷۰۰               | ای‌پی‌تی[en]                |                | ۷۰۳ – ۷۴۸         | ۷۵۸ – ۸۰۳          | ۵۵                      | ۳، ۵، ۱۰، ۱۵، ۲۰، ۲۵، ۳۰                                  |                   |
| n29  | اِس‌دی‌اِل  | ۷۰۰               | اس‌اِم‌اِچ پایین              |                | —                 | ۷۱۷ – ۷۲۸          | —                       | ۵، ۱۰                                                     |                   |
| n30  | اف‌دی‌دی  | ۲۳۰۰              | دابلیوسی‌اس[en]            |                | ۲۳۰۵ – ۲۳۱۵       | ۲۳۵۰ – ۲۳۶۰        | ۴۵                      | ۵، ۱۰                                                     |                   |
| n31  | اف‌دی‌دی  | ۴۵۰               | اِن‌اِم‌تی                    |                | ۴۵۲٫۵ – ۴۵۷٫۵     | ۴۶۲٫۵ – ۴۶۷٫۵      | ۱۰                      | ۳، ۵                                                      |                   |
| n34  | تی‌دی‌دی  | ۲۱۰۰              | آی‌ام‌تی                    |                | ۲۰۱۰ – ۲۰۲۵       | ۲۰۱۰ – ۲۰۲۵        | —                       | ۵، ۱۰، ۱۵                                                 |                   |
| n38  | تی‌دی‌دی  | ۲۶۰۰              | آی‌ام‌تی گسترش‌یافته         | n41, n۹۰       | ۲۵۷۰ – ۲۶۲۰       | ۲۵۷۰ – ۲۶۲۰        | —                       | ۵، ۱۰، ۱۵، ۲۰، ۲۵، ۳۰٬۴۰                                  |                   |
| n39  | تی‌دی‌دی  | ۱۹۰۰              | فاصله دی‌سی‌اِس-آی‌ام‌تی       |                | ۱۸۸۰ – ۱۹۲۰       | ۱۸۸۰ – ۱۹۲۰        | —                       | ۵، ۱۰، ۱۵، ۲۰، ۲۵، ۳۰، ۳۵٬۴۰                              |                   |
| n40  | تی‌دی‌دی  | ۲۳۰۰              | باند اس                   |                | ۲۳۰۰ – ۲۴۰۰       | ۲۳۰۰ – ۲۴۰۰        | —                       | ۵, ۱۰، ۱۵، ۲۰، ۲۵، ۳۰٬۴۰، ۵۰، ۶۰، ۷۰، ۸۰، ۹۰، ۱۰۰         |                   |
| n41  | تی‌دی‌دی  | ۲۵۰۰              | بی‌آراِس                    |                | ۲۴۹۶ – ۲۶۹۰       | ۲۴۹۶ – ۲۶۹۰        | —                       | ۵، ۱۰، ۱۵، ۲۰، ۲۵، ۳۰، ۳۵٬۴۰، ۴۵، ۵۰، ۶۰، ۷۰، ۸۰، ۹۰، ۱۰۰ |                   |
| n۴۶  | تی‌دی‌دی  | ۵۲۰۰              | یو-ان‌ان‌آی-۱–۴             |                | ۵۱۵۰ – ۵۹۲۵       | ۵۱۵۰ – ۵۹۲۵        | —                       | ۱۰, ۲۰٬۴۰، ۶۰، ۸۰، ۱۰۰                                    | [ B ۷ ]           |
| n۴۷  | تی‌دی‌دی  | ۵۹۰۰              | یو-ان‌ان‌آی-۴               | n۴۶            | ۵۸۵۵ – ۵۹۲۵       | ۵۸۵۵ – ۵۹۲۵        | —                       | ۱۰، ۲۰, ۳۰٬۴۰                                             | V2X               |
| n48  | تی‌دی‌دی  | ۳۵۰۰              | سی‌بی‌آراِس                  | n77, n۷۸       | ۳۵۵۰ – ۳۷۰۰       | ۳۵۵۰ – ۳۷۰۰        | —                       | ۵, 10, 15, 20, 30,40, 50, 60, 70, 80, 90, 100             | ایالات متحده      |
| n50  | تی‌دی‌دی  | ۱۵۰۰              | باند ال                   |                | ۱۴۳۲ – ۱۵۱۷       | ۱۴۳۲ – ۱۵۱۷        | —                       | ۵, 10, 15, 20, 30,40, 50, 60, 80                          | اتحادیه اروپا     |
| n51  | تی‌دی‌دی  | ۱۵۰۰              | بسطباند ال                |                | ۱۴۲۷ – ۱۴۳۲       | ۱۴۲۷ – ۱۴۳۲        | —                       | ۵                                                         | اتحادیه اروپا     |
| n۵۳  | تی‌دی‌دی  | ۲۴۰۰              | باند اس                   |                | ۲۴۸۳٫۵ – ۲۴۹۵     | ۲۴۸۳٫۵ – ۲۴۹۵      | —                       | ۵، ۱۰                                                     |                   |
| n۵۴  | تی‌دی‌دی  | ۱۶۰۰              | باند ال                   |                | ۱۶۷۰ – ۱۶۷۵       | ۱۶۷۰ – ۱۶۷۵        | —                       | ۵                                                         |                   |
| n65  | اف‌دی‌دی  | ۲۱۰۰              | گسترش‌یافته آی‌ام‌تی         |                | ۱۹۲۰ – ۲۰۱۰       | ۲۱۱۰ – ۲۲۰۰        | ۱۹۰                     | ۵، ۱۰، ۱۵، ۲۰، ۵۰                                         |                   |
| n66  | اف‌دی‌دی  | ۱۷۰۰ ۲۱۰۰         | اِی‌دابلیواس گسترش‌یافته     |                | ۱۷۱۰ – ۱۷۸۰       | ۲۱۱۰ – ۲۲۰۰        | ۴۰۰                     | ۵، ۱۰، ۱۵، ۲۰، ۲۵، ۳۰، ۳۵٬۴۰، ۴۵                          | [ B ۹ ]           |
| n67  | اِس‌دی‌اِل  | ۷۰۰               | EU ۷۰۰                    |                | —                 | ۷۳۸ – ۷۵۸          | —                       | ۵، ۱۰، ۱۵، ۲۰                                             |                   |
| n70  | اف‌دی‌دی  | ۲۰۰۰              | اِی‌دابلیواس تکمیلی         |                | ۱۶۹۵ – ۱۷۱۰       | ۱۹۹۵ – ۲۰۲۰        | ۳۰۰                     | ۵، ۱۰، ۱۵، ۲۰, 25                                         | [ B ۹ ]           |
| n71  | اف‌دی‌دی  | ۶۰۰               | سهم دیجیتال[en]           |                | ۶۶۳ – ۶۹۸         | ۶۱۷ – ۶۵۲          | −۴۶                     | ۵، ۱۰، ۱۵، ۲۰، ۲۵, 30, 35                                 | ایالات متحده      |
| n72  | اف‌دی‌دی  | ۴۵۰               | پی‌اِم‌آر                    |                | ۴۵۱ – ۴۵۶         | ۴۶۱ – ۴۶۶          | ۱۰                      | ۳، ۵                                                      | اتحادیه اروپا     |
| n74  | اف‌دی‌دی  | ۱۵۰۰              | باند ال پایین             |                | ۱۴۲۷ – ۱۴۷۰       | ۱۴۷۵ – ۱۵۱۸        | ۴۸                      | ۵، ۱۰، ۱۵، ۲۰                                             | ایالات متحده      |
| n75  | اِس‌دی‌اِل  | ۱۵۰۰              | باند ال                   |                | —                 | ۱۴۳۲ – ۱۵۱۷        | —                       | ۵، ۱۰، ۱۵، ۲۰، ۲۵، ۳۰٬۴۰، ۵۰                              | اتحادیه اروپا     |
| n76  | اِس‌دی‌اِل  | ۱۵۰۰              | باند ال گسترش‌یافته        |                | —                 | ۱۴۲۷ – ۱۴۳۲        | —                       | ۵                                                         | اتحادیه اروپا     |
| n77  | تی‌دی‌دی  | ۳۷۰۰              | باند سی                   |                | ۳۳۰۰ – ۴۲۰۰       | ۳۳۰۰ – ۴۲۰۰        | —                       | ۱۰، ۱۵، ۲۰، ۲۵، ۳۰٬۴۰، ۵۰، ۶۰، ۷۰، ۸۰، ۹۰، ۱۰۰            | [ ۵ ] [ ۶ ] [ ۷ ] |
| n78  | تی‌دی‌دی  | ۳۵۰۰              | باند سی                   | n۷۷            | ۳۳۰۰ – ۳۸۰۰       | ۳۳۰۰ – ۳۸۰۰        | —                       | ۱۰، ۱۵، ۲۰، ۲۵، ۳۰٬۴۰، ۵۰، ۶۰، ۷۰، ۸۰، ۹۰، ۱۰۰            | [ ۵ ] [ ۶ ] [ ۷ ] |
| n79  | تی‌دی‌دی  | ۴۹۰۰              | باند سی                   |                | ۴۴۰۰ – ۵۰۰۰       | ۴۴۰۰ – ۵۰۰۰        | —                       | ۱۰، ۲۰, ۳۰٬۴۰، ۵۰، ۶۰، ۷۰، ۸۰، ۹۰، ۱۰۰                    | [ ۵ ] [ ۶ ] [ ۷ ] |
| n80  | اِس‌یواِل  | ۱۸۰۰              | دی‌سی‌اِس                    |                | ۱۷۱۰ – ۱۷۸۵       | —                  | —                       | ۵، ۱۰، ۱۵، ۲۰، ۲۵، ۳۰٬۴۰                                  |                   |
| n81  | اِس‌یواِل  | ۹۰۰               | جی‌اس‌ام گسترش‌یافته         |                | ۸۸۰ – ۹۱۵         | —                  | —                       | ۵، ۱۰، ۱۵، ۲۰                                             |                   |
| n82  | اِس‌یواِل  | ۸۰۰               | سهم دیجیتال[en]           |                | ۸۳۲ – ۸۶۲         | —                  | —                       | ۵، ۱۰، ۱۵، ۲۰                                             | EU                |
| n83  | اِس‌یواِل  | ۷۰۰               | ای‌پی‌تی[en]                |                | ۷۰۳ – ۷۴۸         | —                  | —                       | ۵، ۱۰، ۱۵، ۲۰، ۲۵، ۳۰                                     |                   |
| n84  | اِس‌یواِل  | ۲۱۰۰              | آی‌ام‌تی                    |                | ۱۹۲۰ – ۱۹۸۰       | —                  | —                       | ۵، ۱۰، ۱۵، ۲۰، ۲۵، ۳۰٬۴۰، ۵۰                              |                   |
| n85  | اف‌دی‌دی  | ۷۰۰               | اس‌اِم‌اِچ پایین گسترش‌یافته   |                | ۶۹۸ – ۷۱۶         | ۷۲۸ – ۷۴۶          | ۳۰                      | ۳، ۵، ۱۰، ۱۵                                              |                   |
| n86  | اِس‌یواِل  | ۱۷۰۰              | گسترش‌یافته AWS            | n۸۰            | ۱۷۱۰ – ۱۷۸۰       | —                  | —                       | ۵، ۱۰، ۱۵، ۲۰٬۴۰                                          |                   |
| n89  | اِس‌یواِل  | ۸۵۰               | سی‌اِل‌آر                    |                | ۸۲۴ – ۸۴۹         | —                  | —                       | ۵، ۱۰، ۱۵، ۲۰,                                            |                   |
| n90  | تی‌دی‌دی  | ۲۵۰۰              | بی‌آراِس                    |                | ۲۴۹۶ – ۲۶۹۰       | ۲۴۹۶ – ۲۶۹۰        | —                       | ۵، ۱۰، ۱۵، ۲۰، ۲۵، ۳۰، ۳۵٬۴۰، ۴۵، ۵۰، ۶۰، ۷۰، ۸۰، ۹۰، ۱۰۰ | [ B ۱۰ ]          |
| n91  | اف‌دی‌دی  | ۸۰۰ ۱۵۰۰          | باند ال دی‌دی              | n20, n۵۱       | ۸۳۲ – ۸۶۲         | ۱۴۲۷ – ۱۴۳۲        | ۵۷۰ – ۵۹۵               | ۵، ۱۰                                                     | اتحادیه اروپا     |
| n92  | اف‌دی‌دی  | ۸۰۰ ۱۵۰۰          | باند ال دی‌دی              | n20, n۵۰       | ۸۳۲ – ۸۶۲         | ۱۴۳۲ – ۱۵۱۷        | ۶۰۰ – ۶۶۰               | ۵، ۱۰، ۱۵، ۲۰                                             | اتحادیه اروپا     |
| n93  | اف‌دی‌دی  | ۹۰۰ ۱۵۰۰          | باند ال جی‌اس‌ام گسترش‌یافته | n8, n۵۱        | ۸۸۰ – ۹۱۵         | ۱۴۲۷ – ۱۴۳۲        | ۵۲۷ – ۵۴۷               | ۵، ۱۰                                                     | اتحادیه اروپا     |
| n94  | اف‌دی‌دی  | ۹۰۰ ۱۵۰۰          | باند ال جی‌اس‌ام گسترش‌یافته | n8, n۵۰        | ۸۸۰ – ۹۱۵         | ۱۴۳۲ – ۱۵۱۷        | ۵۳۲ – ۶۳۲               | ۵، ۱۰، ۱۵، ۲۰                                             | اتحادیه اروپا     |
| n95  | اِس‌یواِل  | ۲۱۰۰              | آی‌ام‌تی                    |                | ۲۰۱۰ – ۲۰۲۵       | —                  | —                       | ۵، ۱۰، ۱۵                                                 |                   |
| n۹۶  | تی‌دی‌دی  | ۶۰۰۰              | یو-ان‌ان‌آی-۵–۸             |                | ۵۹۲۵ – ۷۱۲۵       | ۵۹۲۵ – ۷۱۲۵        | —                       | ۲۰٬۴۰، ۶۰، ۸۰، ۱۰۰                                        | [ B ۷ ]           |
| n97  | اِس‌یواِل  | ۲۳۰۰              | باند اس                   |                | ۲۳۰۰ – ۲۴۰۰       | —                  | —                       | ۵، ۱۰، ۱۵، ۲۰، ۲۵، ۳۰٬۴۰، ۵۰، ۶۰، ۷۰، ۸۰، ۹۰، ۱۰۰         |                   |
| n98  | اِس‌یواِل  | ۱۹۰۰              | فاصله دی‌سی‌اِس-آی‌ام‌تی       |                | ۱۸۸۰ – ۱۹۲۰       | —                  | —                       | ۵، ۱۰، ۱۵، ۲۰، ۲۵، ۳۰، ۳۵٬۴۰                              |                   |
| n99  | اِس‌یواِل  | ۱۶۰۰              | باند ال بالا              |                | ۱۶۲۶٫۵ – ۱۶۶۰٫۵   | —                  | —                       | ۵، ۱۰                                                     | ایالات متحده      |
| n100 | اف‌دی‌دی  | ۹۰۰               | جی‌اس‌ام-آر                 |                | ۸۷۴٫۴ – ۸۸۰       | ۹۱۹٫۴ – ۹۲۵        | ۴۵                      | ۳، ۵                                                      | اتحادیه اروپا     |
| n101 | تی‌دی‌دی  | ۱۹۰۰              | جی‌اس‌ام-آر                 | n۳۹            | ۱۹۰۰ – ۱۹۱۰       | ۱۹۰۰ – ۱۹۱۰        | —                       | ۵، ۱۰                                                     |                   |
| n102 | تی‌دی‌دی  | ۶۲۰۰              | یو-ان‌ان‌آی-۵               | n۹۶            | ۵۹۲۵ – ۶۴۲۵       | ۵۹۲۵ – ۶۴۲۵        | —                       | ۲۰٬۴۰، ۶۰، ۸۰، ۱۰۰                                        | [ B ۷ ]           |
| n104 | تی‌دی‌دی  | ۶۷۰۰              | یو-ان‌ان‌آی-۶–۸             |                | ۶۴۲۵ – ۷۱۲۵       | ۶۴۲۵ – ۷۱۲۵        | —                       | ۲۰, ۳۰٬۴۰، ۵۰، ۶۰، ۷۰، ۸۰، ۹۰، ۱۰۰                        |                   |
| n105 | اف‌دی‌دی  | ۶۰۰               | سهم دیجیتال[en]           |                | ۶۶۳ – ۷۰۳         | ۶۱۲ – ۶۵۲          | −۵۱                     | ۵، ۱۰، ۱۵، ۲۰، ۲۵, 30, 35                                 | ای‌پی‌تی[en]        |
| n106 | اف‌دی‌دی  | ۹۰۰               | ال‌ام‌آراس                  |                | ۸۹۶ – ۹۰۱         | ۹۳۵ – ۹۴۰          | ۳۹                      | ۳                                                         | ایالات متحده      |
| n109 | اف‌دی‌دی  | ۷۰۰ ۱۵۰۰          | باند ال ای‌پی‌تی[en]        |                | ۷۰۳ – ۷۳۳         | ۱۴۳۲ – ۱۵۱۷        | ۷۲۹                     | ۵، ۱۰، ۱۵، ۲۰، ۲۵، ۳۰٬۴۰, 50                              | اتحادیه اروپا     |

1. ↑  دوطرفگی با تقسیم فرکانس; دوطرفگی با تقسیم زمان; پایین‌دست تکمیلی اف‌دی‌دی [ت]; بالادست تکمیلی اف‌دی‌دی[ث]
2. ↑  تجهیزات کاربر ارسال می‌کند؛ ایستگاه پایه دریافت می‌کند
3. ↑  تجهیزات کاربر دریافت می‌کند؛ ایستگاه پایه ارسال می‌کند
4. ↑  پهنای باند پشتیانی شده بستگی به شماره گذاری (زیرفاصله‌های بین باند) استفاده شده دارد فاصله گذاری کاربر (SCS)

1. 1 2 3 4 5 6 7 8 9 10 11 12 13 14 15   پایین‌دست تنها
2. 1 2   بالادست محدود است به ۱۶۲۷٫۵–۱۶۳۷٫۵ و ۱۶۴۶٫۵– ۱۶۵۶٫۵مگاهرتز
3. ↑   پایین‌دست محدود است به ۱۵۲۶–۱۵۳۶ مگاهرتز
4. 1 2 3 4 5 6 7 8 9   تجمیع حامل و پایین‌دست تنها
5. ↑  فاصله گذاری دوطرفگی
6. 1 2 3   تجمیع حامل یا ارتباط دوگانه تنها [ر]
7. 1 2 3  رادیوی جدید نسل پنجم بدون مجوز
8. ↑   پایین‌دست محدود است بین ۲۱۸۰–۲۲۰۰ مگاهرتزو همچنین محدود به پایین‌دست تکمیلی داخل باندی
9. 1 2 3 4 5 6 7 8   از ترکیب پهنای باندهای نامتقارن پشتیبانی می‌کند
10. ↑   ا زلحاظ تکنولوژی مشابه ولی برای امکان یافتن DSS نیاز به UL rasterization دارد
11. 1 2 3 4  دوطرفگی به شکل انعطاف‌پذیر پیاده‌سازی می‌شود؛ یعنی فرکانس‌های پایین‌دست و بالادست در فرکانس‌های مجاز هر باند مستقلاً پشتیبانی می‌شوند.
12. 1 2   بالادست تنها

### محدوده فرکانس ۲
| باند | ƒ (گیگاهرتز) | نام متداول | زیر مجموعه باند | بالادست\پایین‌دست (گیگاهرتز) | پهنای باند کانال (مگاهرتز) | یادداشت |
| ---- | ------------ | ---------- | --------------- | --------------------------- | -------------------------- | ------- |
| n۲۵۷ | ۲۸           | اِل‌اِم‌دی‌اِس   |                 | ۲۶٫۵۰ - ۲۹٫۵۰               | ۵۰، ۱۰۰، ۲۰۰٬۴۰۰           |         |
| n۲۵۸ | ۲۶           | باند کی    |                 | ۲۴٫۲۵ - ۲۷٫۵۰               | ۵۰، ۱۰۰، ۲۰۰٬۴۰۰           |         |
| n۲۵۹ | ۴۱           | باند وی    |                 | ۳۹٫۵۰ - ۴۳٫۵۰               | ۵۰، ۱۰۰، ۲۰۰٬۴۰۰           |         |
| n۲۶۰ | ۳۹           | باند کی‌ای  |                 | ۳۷٫۰۰ -۴۰٫۰۰                | ۵۰، ۱۰۰، ۲۰۰٬۴۰۰           |         |
| n۲۶۱ | ۲۸           | باند کی‌ای  | n۲۵۷            | ۲۷٫۵۰ - ۲۸٫۳۵               | ۵۰، ۱۰۰، ۲۰۰٬۴۰۰           |         |
| n۲۶۲ | ۴۷           | باند وی    |                 | ۴۷٫۲۰ - ۴۸٫۲۰               | ۵۰، ۱۰۰، ۲۰۰٬۴۰۰           |         |
| n۲۶۳ | ۶۰           | باند وی    |                 | ۵۷٫۰۰ - ۷۱٫۰۰               | ۱۰۰٬۴۰۰، ۸۰۰، ۱۶۰۰، ۲۰۰۰   | [ D ۱ ] |

1. ↑  دوطرفگی با تقسیم زمان
2. ↑  پهنای باند پشتیانی شده بستگی به شماره گذاری (زیرفاصله‌های بین باند) استفاده شده دارد فاصله گذاری کاربر (SCS)

1. ↑  رادیوی جدید نسل پنجم بدون مجوز

### محدوده فرکانس غیرزمینی ۱
| باند | حالت دوبلکس | ƒ (مگاهرتز) | نام متداول         | بالادست (مگاهرتز) | پایین‌دست (مگاهرتز) | فاصله دوبلکس (مگاهرتز) | پهنای باند کانال (مگاهرتز) | یادداشت |
| ---- | ----------- | ----------- | ------------------ | ----------------- | ------------------ | ---------------------- | -------------------------- | ------- |
| n۲۵۴ | اف‌دی‌دی      | ۲۴۰۰        | باند اس            | ۱۶۱۰ - ۱۶۲۶٫۵     | ۲۴۸۳٫۵ - ۲۵۰۰      | ۸۷۳٫۵                  | ۵، ۱۰، ۱۵                  |         |
| n۲۵۵ | اف‌دی‌دی      | ۱۶۰۰        | باند ال بالایی     | ۱۶۲۶٫۵ - ۱۶۶۰٫۵   | ۱۵۲۵ - ۱۵۵۹        | -۱۰۱٫۵                 | ۵، ۱۰، ۱۵، ۲۰              |         |
| n۲۵۶ | اف‌دی‌دی      | ۲۱۰۰        | آی‌ام‌تی توسعه یافته | ۱۹۸۰ - ۲۰۱۰       | ۲۱۷۰ - ۲۲۰۰        | ۱۹۰                    | ۵، ۱۰، ۱۵، ۲۰، ۳۰          |         |

1. ↑  دوطرفگی با تقسیم فرکانس; دوطرفگی با تقسیم زمان; پایین‌دست تکمیلی اف‌دی‌دی؛ بالادست تکمیلی اف‌دی‌دی
2. ↑  تجهیزات کاربر ارسال می‌کند؛ ایستگاه پایه دریافت می‌کند
3. ↑  تجهیزات کاربر دریافت می‌کند؛ ایستگاه پایه ارسال می‌کند
4. ↑  پهنای باند پشتیانی شده بستگی به شماره گذاری (زیرفاصله‌های بین باند) استفاده شده دارد فاصله گذاری کاربر (SCS)

### محدوده فرکانس غیرزمینی ۲
| باند | حالت دوبلکس | ƒ (گیگاهرتز) | نام متداول | بالادست(گیگاهرتز) | پایین‌دست (گیگاهرتز) | پهنای باند کانال (مگاهرتز) | یادداشت       |
| ---- | ----------- | ------------ | ---------- | ----------------- | ------------------- | -------------------------- | ------------- |
| n۵۱۰ | اف‌دی‌دی      | ۲۸           | باند کی‌ای  | ۲۷٫۵۰ - ۲۸٫۳۵     | ۱۷٫۳۰ - ۲۰:۲۰       | ۵۰، ۱۰۰، ۲۰۰٬۴۰۰           | ایالات متحده  |
| n۵۱۱ | اف‌دی‌دی      | ۲۸           | کا باند    | ۲۸٫۳۵ - ۳۰٫۰۰     | ۱۷٫۳۰ - ۲۰:۲۰       | ۵۰، ۱۰۰، ۲۰۰٬۴۰۰           | ایالات متحده  |
| n۵۱۲ | اف‌دی‌دی      | ۲۸           | کا باند    | ۲۷٫۵۰ - ۳۰٫۰۰     | ۱۷٫۳۰ - ۲۰:۲۰       | ۵۰، ۱۰۰، ۲۰۰٬۴۰۰           | اتحادیه اروپا |

1. ↑  دوطرفگی با تقسیم فرکانس; دوطرفگی با تقسیم زمان; پایین‌دست تکمیلی اف‌دی‌دی؛ بالادست تکمیلی اف‌دی‌دی
2. ↑  تجهیزات کاربر ارسال می‌کند؛ ایستگاه پایه دریافت می‌کند
3. ↑  تجهیزات کاربر دریافت می‌کند؛ ایستگاه پایه ارسال می‌کند
4. ↑  پهنای باند پشتیانی‌شده بستگی به شماره‌گذاری (زیرفاصله‌های بین باند) استفاده‌شده دارد. فاصله گذاری کاربر (SCS) را مشاهده کنید